# Amblyseius deductus
Amblyseius deductus är en spindeldjursart som beskrevs av Chaudhri, Akbar och Rasool 1979. Amblyseius deductus ingår i släktet Amblyseius och familjen Phytoseiidae. Inga underarter finns listade i Catalogue of Life.